# رهم العليا (بني مطر)

تعديل مصدري - تعديل

رهم العليا هي إحدى قرى بني مطر التابعة لمحافظة صنعاء، بلغ تعداد سكانها 1599 نسمة حسب تعداد اليمن لعام 2004.